# Vilain I de Aulnay
Vilain de Aulnay (en francés: Villain d'Aulnay/d'Aunoy) fue un caballero francés de Aulnay-l'Aître en Champaña que se convirtió en mariscal del Imperio latino de Constantinopla y el primer barón de Acadia en el Principado de Acaya. En la versión griega de la Crónica de Morea, es registrado como Βηλὲς ντὲ Ἀνόε, una forma que pasa a las otras versiones de la Crónica como  Anoé, Annoée o Anoée.